# RMS Kiel
Die RMS Kiel war ein see- und flussgängiges Küstenmotorschiff vom Typ Futura Carrier. Das Schiff wurde 2016/2017 zum Hopperbagger umgebaut.

## Geschichte
Die RMS Kiel war das erste Küstenmotorschiff des Typs Futura Carrier. Der Bau des Schiffes wurde vom Bundesumweltministerium mit 2,2 Millionen Euro aus dem „Investitionsprogramm zur Verminderung von Umweltbelastungen“, in etwa einem Drittel der Gesamtinvestition des Neubaus, gefördert. Reeder des Schiffes, das zunächst für drei Jahre an das Duisburger Unternehmens Rhein-, Maas- und See-Schiffahrtskontor (RMS) verchartert war, war die BWK Schiffsinvest MS RMS Kiel.
Die Kiellegung des Schiffes erfolgte am 4. Juni 2005 auf der ConMar-Werft in Brake. Nachdem das Unternehmen Anfang Mai 2006 Insolvenz anmelden musste, verzögerte sich die Fertigstellung des Schiffes. Erst am 5. Oktober 2006 erfolgte der Stapellauf, bei dem das Schiff zunächst zur Hälfte auf der Ablaufbahn hängen blieb. Um eine Beschädigung des Rumpfes zu vermeiden, wurde das Schiff von zwei Schleppern von der Ablaufbahn gezogen. Anschließend wurde es mit Schlepperhilfe nach Wilhelmshaven überführt, wo es beim Unternehmen Navitek Schiffsreparaturen bis zum 7. Mai 2007 komplettiert wurde.
Die Taufe des Schiffes fand am 17. Januar 2007 in Wilhelmshaven statt. Taufpatin war Gabriele Hakemann, die Ehefrau des Geschäftsführers des Kieler Unternehmens New-Logistics, das das Futura-Carrier-Konzept entwickelt hatte. Das Schiff wurde Mitte Mai 2007 in Dienst gestellt. Allerdings durfte das Schiff nur im Küstenbereich der Ostsee fahren, da es noch nicht mit einem Freifallrettungsboot ausgerüstet war. Die Nachrüstung erfolgte schließlich Ende 2007 bei der Gebr. Friedrich-Werft in Kiel, wofür das Schiff am Heck von ursprünglich 97,50 m auf 99,90 m verlängert werden musste. Anschließend konnte das Schiff auch, wie ursprünglich vorgesehen, in der Englandfahrt eingesetzt werden.
Der Bundesrechnungshof stellte fest, dass das Schiff nie die in es gesetzten Erwartungen erfüllte. Es gilt daher als „Förder-Flop“.

## Einzelheiten
Das Schiff verfügte über zwei Laderäume. Es konnte neben Stück- und Schüttgütern auch Container laden. Die Containerkapazität betrug 218 TEU, von denen 88 im Raum und 130 an Deck geladen werden konnten.
Die Wohnräume der Schiffsbesatzung waren, anders als beim Binnentanker Till Deymann der Harener Reederei Deymann, in Aufbauten auf dem Achterdeck und nicht im Rumpf untergebracht.

## Verbleib des Schiffes
Das Schiff wurde bereits vor dem Ablauf der Charter 2008 verkauft und am 14. Mai 2008 in Futura Carrier umbenannt. Danach wurde es unter neuem Management unter slowakischer Flagge mit Heimathafen Bratislava eingesetzt. 2014 wurde es in Wilhelmshaven an der im Großen Hafen gelegenen Wiesbadenbrücke aufgelegt. Anfang 2015 wurde es von einer türkischen Reederei gekauft und unter panamaischer Flagge wieder in Fahrt gebracht. Als Fahrtgebiete waren Mittelmeer und Schwarzes Meer vorgesehen. Noch im selben Jahr wurde das Schiff an das im niederländischen Goes ansässige Unternehmen Zandhandel Faasse weiterverkauft.

### Umbau zum Hopperbagger
Zandhandel Faasse ließ den Rumpf des Schiffes auf der Werft Scheepswerf Reimerswaal um 20 Meter kürzen. Anschließend wurde das Schiff auf der Werft Scheepswerf Kooiman in Zwijndrecht zum Hopperbagger umgebaut. Beim Umbau wurde das Schiff auch mit einem neuen Ruderhaus ausgestattet, von dem aus das Schiff im Einmann-Betrieb gesteuert werden kann.
Anfang Juli 2017 wurde das in Scald – ein altes, germanisches Wort, das „flaches Wasser“ bedeutet – umbenannte Schiff abgeliefert.
Der Antrieb erfolgt durch vier Viertakt-Zwölfzylinder-Dieselmotoren des Herstellers MTU mit zusammen 2400 kW Leistung. Die Motoren treiben vier Ruderpropeller an. Das Schiff erreicht eine Geschwindigkeit von rund 8 Knoten.
Für die Stromerzeugung stehen zwei Dieselgeneratoren mit jeweils 128 kW Leistung (160 kVA Scheinleistung) sowie ein Notgenerator mit 76 kW Leistung (95 kVA Scheinleistung) zur Verfügung.